# إيف غانيه
إيف غانيه هي مغنية وممثلة كندية، ولدت في 12 نوفمبر 1930 في مونتريال في كندا، وتوفي بنفس المكان في 19 سبتمبر 1984.

## وصلات خارجية
- إيف غانيه على موقع IMDb (الإنجليزية)
- إيف غانيه على موقع ألو سيني (الفرنسية)
- إيف غانيه على موقع ميوزك برينز (الإنجليزية)
- إيف غانيه على موقع قاعدة بيانات الأفلام السويدية (السويدية)
- إيف غانيه على موقع كينوبويسك (الروسية)